# Родригес Родригес, Роман
Роман Родригес Родригес (исп. Román Rodríguez Rodríguez; род. 1 марта 1956, Ла-Альдеа-де-Сан-Николас, Канарские острова) — испанский политик, президент Канарских островов (1999—2003).

## Биография
Родился 1 марта 1956 года в Ла-Альдеа-де-Сан-Николас, Канарские острова, Испания. Учился в Университете Ла-Лагуна.
В 1991 году он присоединился к партии Канарская инициатива, которая в 1993 году объединилась с Канарской коалицией. С 1993 года он был генеральным директором Санитарной службы, а в 1995 году был назначен генеральным директором Канарской службы здравоохранения. В 1999 году он был избран президентом Канарских островов и занимал эту должность до июля 2003 года, когда его сменил Адан Пабло Мартин Менис.
На всеобщих выборах 2004 года он был избран в Конгресс депутатов от Канарской коалиции. В том же году Родригес Родригес возглавил критическую фракцию коалиции и основал новую группу «Новые Канарские острова». Несмотря на это, он продолжил заседать парламенте в качестве члена группы Канарской коалиции.
18 июля 2019 года Анхель Виктор Торрес назначил его вице-президентом Канарских островов. Он занимал эту должность до 15 июля 2023 года.